# Ian Clarke
Ian Clarke (Londra, 20 agosto 1946) è un batterista britannico.
È maggiormente noto per essere stato il batterista della progressive rock band inglese degli Uriah Heep.

## Discografia

### Con i Cressida
- 1970 - Cressida
- 1971 - Asylum

### Con gli Uriah Heep
- 1971 - Look at Yourself